# Опера Пја (Болоња)
Опера Пја (итал. Opera Pia) је насеље у Италији у округу Болоња, региону Емилија-Ромања.
Према процени из 2011. у насељу је живело 38 становника. Насеље се налази на надморској висини од 26 м.